# Темірлік
Темірлі́к (каз. Темірлік) — село у складі Кегенського району Алматинської області Казахстану. Входить до складу Кегенського сільського округу.
У радянські часи село називалось Новий Темірлік.
Населення — 66 осіб (2021; 163 у 2009, 168 у 1999, 453 у 1989).